# Roy McCurdy
Roy McCurdy (28 de noviembre de 1936, en Rochester, Nueva York) es un baterista estadounidense de jazz. 

## Historial
Estudió en la Eastman School of Music desde los dieciséis a los dieciocho años, periodo en el que también tocó profesionalmente con Roy Eldridge y Eddie Vinson. En 1960 se unió al Art Farmer - Benny Golson Jazztet permaneciendo con ellos dos años. 
Antes de trabajar con el grupo de Cannonball Adderley, en 1965, con quien permaneció hasta el fallecimiento de este, en 1975, había estado tocando con Gap y Chuck Mangione, en el grupo llamado Jazz Brothers (1960-1961), así como con Bobby Timmons, Betty Carter y Sonny Rollins (1963-1964), apareciendo en el clásico álbum de este, Sonny Meets Hawk! (1963). 
También ha tocado o grabado con un gran número de músicos, entre los que destacan Count Basie, Wes Montgomery, Ella Fitzgerald, Sarah Vaughan, Carmen McRae, Joe Williams, Herbie Hancock, Oscar Peterson, Bud Powell, Art Pepper, o el grupo de jazz-rock Blood, Sweat & Tears, con quien estuvo en 1977-1978, incluyendo la grabación de un disco (Brand new day).
En 1983 aparece en el clásico LP, Jackson, Johnson, Brown & Company, junto a Milt Jackson (vibráfono), J. J. Johnson (trombón), Ray Brown (bajo), Tom Ranier (piano), y  John Collins (guitarra).
Entre otros músicos, también ha tocado con John Hicks.
McCurdy es profesor adjunto de Jazz y Percusión en la Thornton School of Music (Universidad de Southern California).